# Развлекающиеся девушки и коридорный
«Развлекающиеся девушки и коридорный» (англ. The Bellboy and the Playgirls) — американо-германская эротическая комедия 1962 года начинающего и впоследствии прославленного режиссёра Фрэнсиса Форда Копполы и Фрица Умгельтера, впоследствии не снискавшего режиссёрской славы.
Фильм совместного производства США и ФРГ, киностудий Rapid Film, Defin Film, Screen Rite Picture Company.
Кинолента вышла в прокат под слоганом «June is busting out all over! In COLOR plus the new depth perception… it puts a girl in your lap!».
Сценарий написали Фрэнсис Форд Коппола, Дитер Хильдебрандт (Dieter Hildebrandt) и Марк Малина (Margh Malina). Продюсерами выступили Вольф С. Хартвиг и Гарри Росс.

## Сюжет
Главный герой художественного фильма — коридорный, один из многих в обслуге отеля. Он мечтает стать частным детективом и настолько одержим своим, как кажется ему, истинным призванием, что старательно следит за всеми постояльцами, выискивая среди них подозрительных.
Однажды коридорный выбирает группу молодых красивых девушек (Джун Уилкинсон, Мэри Луиз Лосон, Лора Каммингс) для совершенствования своих детективных склонностей. Девушки снимают номер и там примеряют бельё, проверяя качество товара. За ними устанавливается слежка через замочную скважину, отсылающая к китайской традиции получения сексуального удовольствия. Девушки становятся объектом проверки якобы покупателя, заинтересованного в приобретении женского нижнего белья. Слежение за «подозрительными» изобилует эротическими и комичными сценами в духе своего времени.

## В ролях
1. Джун Уилкинсон June Wilkinson (в титрах: June Wilkenson)
2. Дон Кенни (Don Kenney)
3. Карин Дор (Karin Dor)
4. Вилли Фрич (Willy Fritsch)
5. Михаэль Крамер (Michael Cramer)
6. Мэри Луиз Лосон (Louise Lawson)
7. Лора Каммингс (Laura Cummings)
8. Гиги Мартин (Gigi Martine)
9. Энн Перри (Ann Perry (в титрах: Ann Myers))
10. Жан Дэвидсон (Jan Davidson)
11. Лори Ши (Lori Shea)
12. Ганс Юрген Дидрих (Hans Jürgen Diedrich (в титрах: Hans J. Dietrich))
13. Анжела Дюран (Angèle Durand)
14. Томас Фабиан (Thomas Fabian)
15. Мервин Голдсмит (Merwin Goldsmith)
16. Макс Грегер (Max Greger)
17. Клаус Хафенштайн (Klaus Havenstein)
18. Гиги Хелд (Gigi Held)
19. Мария Мадлен Мадсен Maria Madlen Madsen ((в титрах: Maria Malden-Madsen))
20. Мади Раль (Mady Rahl)
21. Отто Сторр (Otto Storr)
22. Ханна Видер (Hanne Wieder)
Фильм имел успех в прокате на Западе. Советский зритель увидел его в любительском переводе во время горбачёвской «перестройки» на видеокассетах.
Для Копполы это был второй фильм после вышедшего в прокат также в 1962 году «Сегодня вечером — наверняка» (Tonight for Sure) с аналогичным сюжетом.